# Anopheles ainshamsi
Anopheles ainshamsi este o specie de țânțari din genul Anopheles, descrisă de Gad în anul 2006.
Este endemică în Egipt. Conform Catalogue of Life specia Anopheles ainshamsi nu are subspecii cunoscute.